# Махлуф, Аниса
Аниса Махлуф (араб. أنيسة مخلوف‎) — жена 15-о президента Сирии Хафеза Асада.

## Биография
Жена покойного президента Хафеза аль-Асада, Махлуф занимала должность первой леди Сирии с 1971 года по 2000 год. Имела пятерых детей, один из которых 16-й президент Сирии Башар аль-Асад.
Махлуф родилась в 1930 году во влиятельной семье из провинции Латакия. В 1957 году вышла замуж за офицера Сирийских Арабских ВВС Хафеза аль-Асада. У них родилось пятеро детей: Бушра (1960), Басиль аль-Асад (1962—1994), Башар аль-Асад (1965), Мадж аль-Асад (1966—2009), и Махер аль-Асад (1968). Её брак с Хафезом повысил статус и богатство семьи Махлуф. Как сообщает CNN, родственники Анисы были награждены выгодными контрактами в рамках банковских, нефтяных и телекоммуникационных секторов страны. Один из её племянников, Рами Махлуф, как полагают, стал самым богатым человеком в Сирии, имея чистую прибыль в 5 млрд долларов США (по состоянию на 2012 год). После смерти сына Басиля в 1994 году, Махлуф продвигала Махера аль-Асада, младшего сына и сирийского генерала, в качестве возможного преемника для своего мужа. Однако вместо этого из Лондона вернулся Башар, который вступил в вооруженные силы и стал преемником своего отца на посту президента Сирии в 2000 году.
В 2012 году против Махлуф, а также других членов семьи Аль-Асада, Европейским Союзом были введены санкции на фоне гражданской войны в стране. Санкции ЕС включали в себя запрет на поездки и замораживание её активов. До запрета на поездки, Махлуф, как сообщается, совершала частые поездки в Германию для лечения.
6 февраля 2016 года Аниса Махлуф скончалась в Дамаске.